# الأشعة عن طريق الفم والوجه والفكين
الأشعة عن طريق الفم والوجه والفكين (OMFR) أو طب أشعة الأسنان والوجه والفكين (DFMR) هو ذلك التخصص في طب الأسنان الذي يهتم بالأداء وتفسير التصوير التشخيصي المستخدم لفحص هياكل البنى القحفية والأسنان والمناطق المجاورة لها. OMFR أو DMFR هو واحد من تسعة تخصصات في طب الأسنان معترف بها من قبل جمعية أطباء الأسنان الأمريكية، والكلية الملكية للأطباء في كندا، والكلية الملكية في أستراليا.

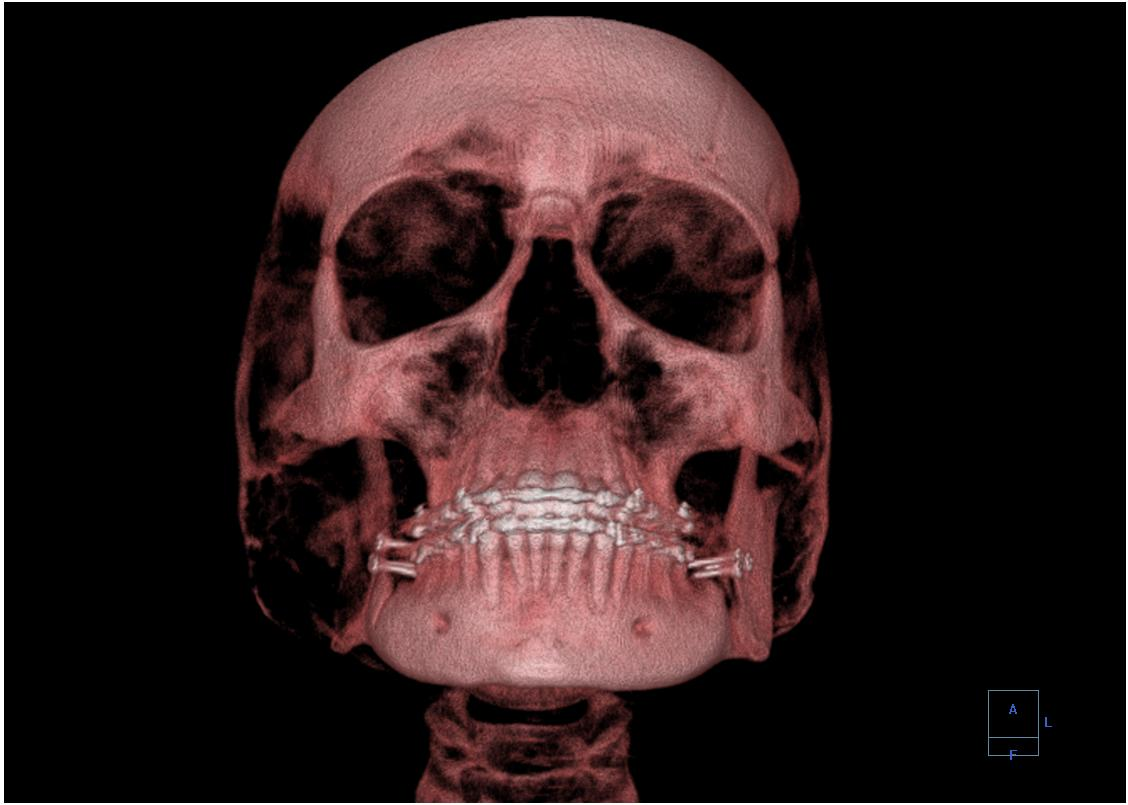
صورة مقطعية محوسبة بالأشعة المخروطية بعد عملية جراحة الفك

ويشمل التصوير عن طريق الفم والوجه والفكين، الفحص بالموجات فوق الصوتية والأشعة البانورامية للأسنان، والتصوير الجانبي للرأس، والتصوير داخل الفم بالإضافة لاختبارات خاصة مثل sialographs. الضوء المرئي والتصوير المقطعي للترابط البصري والتصوير بأشعة تيراهيرتز أمثلة على طرق إضافية مستخدمة أو قيد التطوير. توجيه الصورة يشمل الأجهزة اللمسية والروبوتية.

## التدريب
لتصبح متخصص في أشعة الفم (OMFR) يجب أولًا إكمال درجة الأسنان ثم التقدم بطلب لإكمال دورة تدريبية للدراسات العليا (عادة ما بين 2-4 سنوات). ويشمل التدريب جميع جوانب الفيزياء الإشعاعية، البيولوجيا الإشعاعية، السلامة من الإشعاع، وتقنية الإشعاع، الفسيولوجيا المرضية للمرض وتفسير الصور التشخيصية. يشمل التدريب دورات في المستشفى في أقسام الأشعة العصبية أو أقسام الرأس والعنق باستخدام جميع طرق التصوير.

## الولايات المتحدة الأمريكية
البرامج المعتمدة من لجنة اعتماد الأسنان (CODA) مدتها سنتان على الأقل. تتطلب العديد من برامج CODA المعتمدة في OMFR من المقيم إكمال درجة الماجستير، بينما يسمح الآخرون بخيار متابعة درجة الدكتوراه أو درجة الماجستير المتزامنة. بعد الانتهاء بنجاح من هذا التدريب، يصبح أخصائي الأشعة عن طريق الفم والوجه والفكين مؤهلاً لامتحان البورد الأمريكي لأشعة الفم والوجه والفكين. الانتهاء بنجاح من شهادة البورد يصبح دبلوماسي في البورد الأمريكي لأشعة الفم والوجه والفكين.

## أستراليا
اُعْتُمِدَت البرامج الأسترالية من قبل المجلس الأسترالي لطب الأسنان (ADC) وهي مدتها 3 سنوات وتتوج إما بدرجة الماجستير (MDS أو MPhil) أو درجة دكتوراه في طب الأسنان السريري (DClinDent). يمكن الحصول على الزمالة (FRANZCR) من خلال الكلية الأسترالية الملكية لأطباء الأشعة و/أو كلية الجراحين الملكية الأسترالية الملكية لطب الأسنان (FRACDS).

## كندا
البرامج الكندية معتمدة من قبل (CDAC) ومدتها سنتان على الأقل وعادة ما تتوج بشهادة ماجستير في العلوم. الخريجين بعد ذلك مؤهلون للدخول في امتحانات الزمالة مع الكلية الملكية لأطباء الأسنان في كندا (FRCD (C)).

## المملكة المتحدة
البرامج في المملكة المتحدة مدتها 4 سنوات وتتوج بشهادة في إكمال التدريب التخصصي (CCST) وغالبًا ما تكون درجة الماجستير في العلوم. الخريجين بعد ذلك مؤهلون للحصول على دبلوم الأشعة السينية من الكلية الملكية لأطباء الأشعة (FRCR DDR).